# Parachute (Cheryl Cole)
Parachute è un singolo della cantante pop britannica Cheryl Cole, pubblicato in Irlanda e Regno Unito il 14 marzo 2010 dall'etichetta discografica Fascination.
La canzone, scritta da Ingrid Michaelson e Marshal Altman e prodotta da Syience, è stata estratta come terzo singolo ufficiale dall'album di debutto solista della cantante, 3 Words, e pubblicata il 14 marzo in formato digitale e il giorno seguente nei negozi di dischi.
Il video musicale per "Parachute" è stato girato a Londra nel gennaio del 2010 e la première di esso è avvenuta proprio il 31 dello stesso mese. Il video è stato diretto da AlexandLiane e ricorda molto il tema della sua performance al Cheryl Cole's Night In. Nel video, Cheryl, balla col ballerino e coreografo statunitense Derek Hough.
Le vendite del singolo nel Regno Unito ammontano a più di 400 000 copie.

## Tracce
CD Singolo
1. Parachute (Radio Mix) - 3:31
2. Just Let Me Go - 3:07

Download digitale
1. Parachute (Radio Mix) - 3:31
2. Parachute (Buzz Junkies Club Mix) - 5:44
3. Parachute (Ill Blu Remix) - 4:50
4. Parachute (The Euphonix Remix) - 3:10
5. Parachute (Self-Taught Beats Remix) - 3:41

## Classifiche
| Classifica (2010) | Posizione massima |
| ----------------- | ----------------- |
| Estonia           | 12                |
| Europa            | 19                |
| Irlanda           | 4                 |
| Polonia           | 2                 |
| Regno Unito       | 5                 |
| Repubblica Ceca   | 12                |
| Russia            | 25                |
| Slovacchia        | 49                |